# 아버멕틴

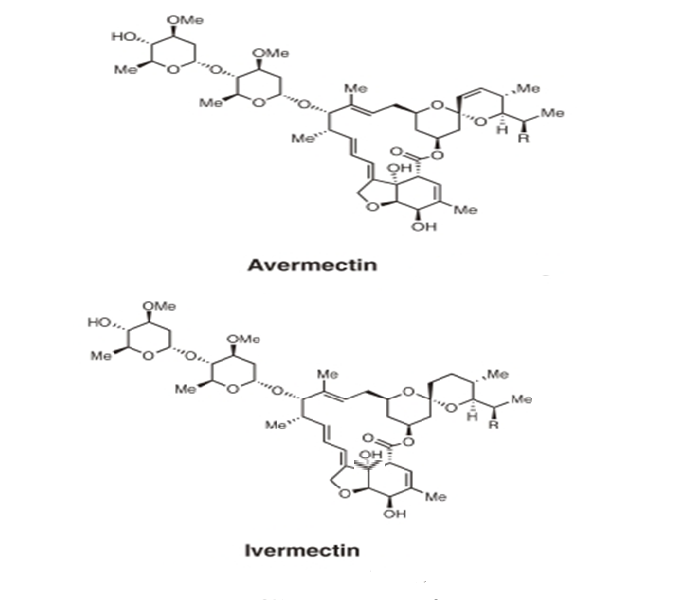
Avermectin(위)은 이중결합 하나가 환원되어 독성이 약화된 Ivermectin(아래)의 변형체가 흔히 사용된다.

아버멕틴(Avermectin)은 방선균인 Streptomyces avermitilis에 의해 생산되는 항기생충성 항생물질이다. 세균이나 진균에는 활성을 나타내지 않지만, 사상충 등의 선충류에 강한 활성을 나타낸다. 오무라 사토시와 윌리엄 C. 캠벨에 의해 개발되었으며, 코끼리다리병으로도 알려진 상피병과 회선사상충증 치료에 효과적이다. 현재까지 8개 종류의 아버멕틴이 발견되으며, 그 중 이버멕틴(ivermectin)은 열대 지방의 풍토병에 뛰어난 효과가 있어 중남미와 아프리카에서 매년 약 2억명에게 투여되고 있다. 일본의 유기화학자인 오무라 사토시는 2015년에 기생충 감염에 대한 약물 치료 효과 성분을 발견한 공로로 윌리엄 C. 캠벨과 함께 노벨 생리학·의학상을 수상했다.

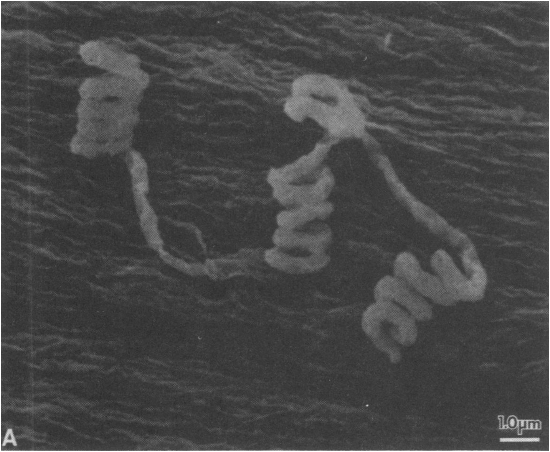
Streptomyces avermitilis

## 아버멕틴의 발견
1973년, 키타사토 연구소의 오무라 연구팀은 일본 시즈오카현에 위치한 이토시 골프장에서 채취한 토양 샘플을 미국에 Merck Sharp& Dohme(MSD) 연구실로 보내고 분석을 의뢰한다. 그리고 몇년 뒤, MSD에서는 샘플에 포함된 Streptomyces avermitilis가 생산하는 Avermectin이 기생충과 곤충에 대해 저항효과가 있음을 처음으로 발표한다. 이후 추가적인 연구들을 통해 Avermectin과 그 유도체인 Ivermectin은 river blindness와 같은 기생충병에 효과가 있다는 것과 안전성이 인정되어 임상에서의 사용이 승인되었다.

## 작용 메커니즘
이버멕틴(Ivermectin)은 기생충의 신경신호전달에 관여하는 글루탐산-개폐 염소채널과 GABA 수용체에 작용하여 기생충의 마비를 일으킴으로써 체내 기생충을 억제하는 효과를 보인다고 알려져 있다. 이버멕틴은 기생충의 신경세포에 위치하는 글루탐산-개폐 염소채널에 작용하여 세포 내로 염소이온의 유입을 촉진한다. 신경세포 내의 막전위는 과분극되어 종국에는 기생충 신경의 마비가 유도된다. GABA 수용체에도 마찬가지의 원리로 기생충의 마비를 통해 항기생충효과를 나타낸다. 이버멕틴은 인간세포에 대한 부작용이 적은 것으로 알려져 있는데, 이버멕틴이 작용하는 글루탐산-개폐 염소이온 채널은 기생충세포에만 있고, GABA수용체는 포유류의 중추신경계에 위치하여 혈관뇌장벽에 의해 이버멕틴의 작용을 받지 않기 때문이다.

## 아버멕틴이 사용되는 질병

### 상피병

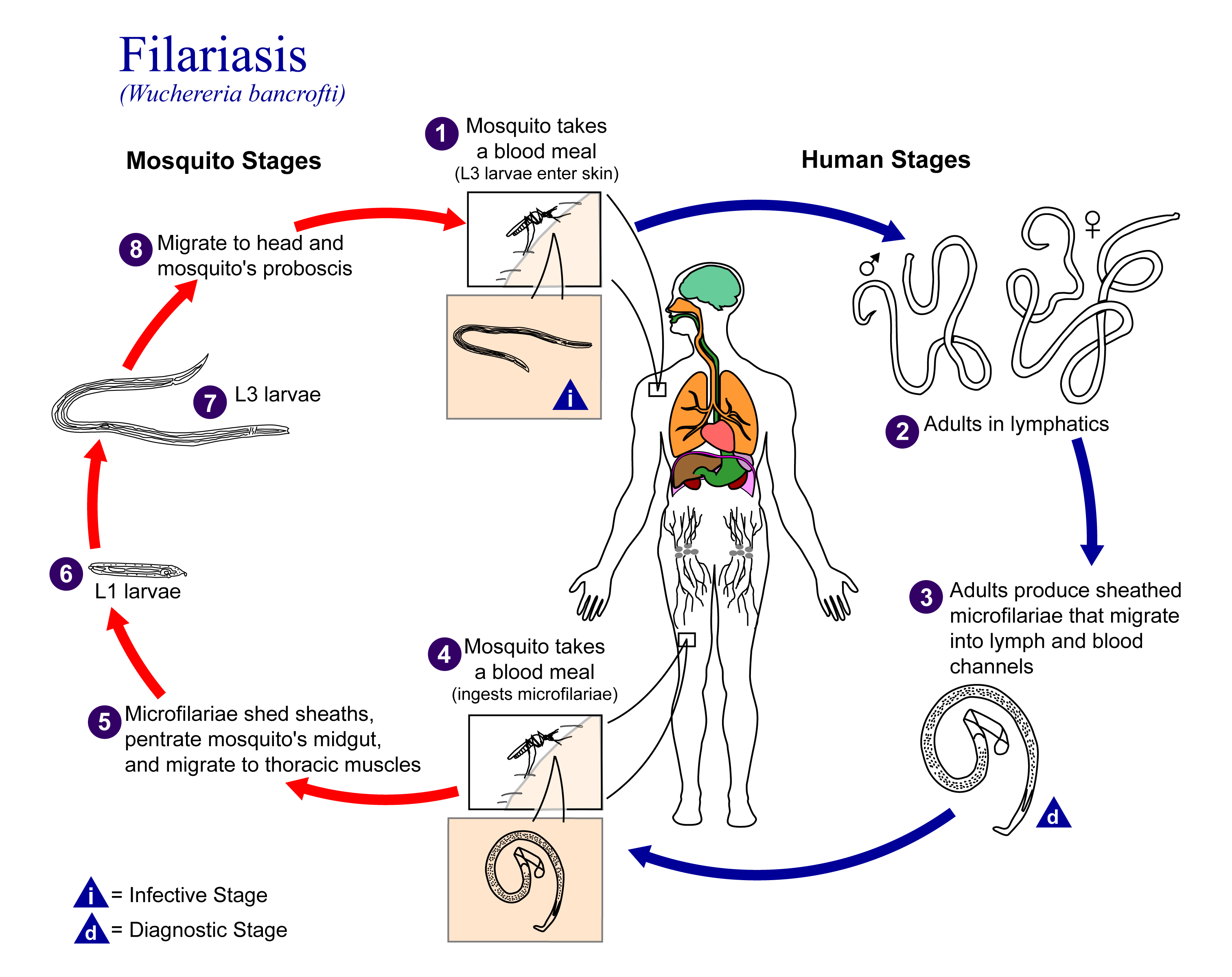
사상충의 생활사

세계보건기구(WHO)가 '육체적 장애를 일으키는 가장 흔한 원인'으로 지목한 병 중 하나이다. 사상충은 실처럼 긴 선충류로, 숙주에 감염되면 림프절에 사는 것을 좋아한다. 다 자란 성체의 경우 수컷이 4cm, 암컷은 6-10cm정도이나 사상충은 숙주와 우호적인 관계를 유지하므로 기생충이 살아있는 동안은 숙주에 병리효과를 일으키지 않는다. 하지만 사상충이 수명(5-8년)을 살다가 죽은 뒤에는, 사상충의 사체로부터 떨어져 나온 단백질을 면역계가 인식하여 격렬한 면역반응을 일으킨다. 그 결과 림프절과 림프관에서 염증이 발생하여 열과 심한 통증을 일으키고 림프의 순환이 장애가 생겨 몸이 붓게된다. 이때 생기는 부종은 손가락으로 누르면 원상태로 돌아가는 부종이지만 염증과 낫는 과정이 반복되면서 섬유질이 두껍게 쌓인다. 이때 생기는 부종은 딱딱한 부종이며, 부종이 생기는 위치는 사상충이 기생하는 부위에 따라서 달라진다.

### 회선사상충증
파리매를 통해 전파되는 회선사상충(Onchocerca volvulus)에 감염되어 실명이나 종양이 생기는 병이다. 회전사상충증(Onchocerciasis)이나 River blindness로 불리기도 한다. 전세계 약 3천7백만명이 회선사상충에 감염되어있으며, 감염 발생의 99%는 아프리카 대륙 강가에서 일어난다. 세계보건기구(WHO)의 보고서에 따르면 회선사상충의 감염 자체는 사망을 일으키지 않는다. 아직까지 백신이 개발되어있지 않아 유일한 예방법은 파리매에 물리지 않는 것이다. 사람에게 일단 감염되면 면역반응이 비교적 약하게 일어나는 피하결절이나 눈에 머무르는 것을 좋아한다. 회선사상충의 유충은 눈의 각막의 표면으로 이동하고 각막염을 일으킨다. 만성감염이 되면 감염부위에서 염증으로 인해 점점 시야가 뿌옇게 흐려지며 결국 실명으로 이어진다.